# اس‌ام یوبی-۱۲۷
اس‌ام یوبی-۱۲۷ (به انگلیسی: SM UB-127) یک زیردریایی بود که طول آن ۵۵٫۸۵ متر (۱۸۳٫۲ فوت) بود. این زیردریایی در سال ۱۹۱۸ ساخته شد.